# Щитник двозубцевий
Щитник двозубцевий (Picromerus bidens) — вид клопів з родини щитників (Pentatomidae).

## Поширення
Цей вид широко поширений у Палеарктиці, від 64° пн. ш. до Північної Африки та від Британських островів до Китаю. Він також був завезений, ймовірно, неодноразово, до Північної Америки, де його було зареєстровано з більш ніж 180 місць. Мешкає в листяних і змішаних лісах, а також у садах і віддає перевагу вологим місцям, наприклад, на узліссях або в пустошах і ярах.

## Опис
Щитник двозубцевий завдовжки від 10 до 14 міліметрів. Вид здатний до польоту. Основний колір темно-коричневий, на переднеспинці є дві червоні точки. Своєю назвою вид зобов'язаний двом гострим чорно-коричневим шипам з боків переднеспинки. Вони нерозвинені на стадіях німфи. Німфи раннього віку зазвичай червонуваті, тоді як німфи кінцевого віку сірувато-чорні, зі смугастими вусиками та ногами.

## Спосіб життя
Імаго і німфи є хижаками, що харчуються личинками інших комах, особливо листових клопів, жуків, попелиць і гусеницями. Вибір здобичі залежить від сезону і наявності їжі. Однак вид може частково живитися соком рослин. Самиця відкладає яйця на стовбури дерев і листя. Навесні з них вилуплюються личинки, які після п'яти линянь стають дорослими клопами. Німфи стають дорослими до липня або серпня, а дорослих особин можна знайти до листопада. Цей вид зазвичай зимує у вигляді яєць і рідше у вигляді німф.